# Эстонский союз участников Освободительной войны
Эстонский союз участников Освободительной войны (1929—1933 гг. — Эстонский Центральный союз участников Освободительной войны (эст. Eesti Vabadussõjalaste Keskliit), 1933—1934 гг. — Эстонский союз участников Освободительной войны (эст. Eesti Vabadussõjalaste Liit), 1934—1935 гг. — Движение участников Освободительной войны (эст. Vabadussõjalaste Rahvaliikumine)), сокр. «ва́псы» (эст. vapsid) — политическое националистическое и антикоммунистическое движение в Эстонии.
В 1930—1934 годах руководителем движения вапсов был генерал-майор в отставке Андрес Ларка, а его заместителем и действительным вождём организации — молодой адвокат, младший лейтенант запаса Артур Сирк, участвовавший в Эстонской освободительной войне школьником-добровольцем. Многие лозунги и методы были заимствованы Союзом у подобных движений в Финляндии и Германии; скоро в организацию стали принимать и так называемых поддерживающих членов, которые не участвовали в Освободительной войне.
Печатным органом вапсов в 1931—1934 годах была газета «Võitlus» («Борьба», полное название «Võitlus Eesti Parema Tuleviku Eest» — «Борьба за лучшее будущее Эстонии»).

## Предыстория. Союз демобилизованных военнослужащих
В январе 1921 года в Тарту был основан Союз демобилизованных военнослужащих (эст. Demobiliseeritud Sõjaväelaste Liit) — политическая организация, состоящая из ветеранов Эстонской освободительной войны. В 1922 году у Союза было 148 отделений, насчитывавших  44 тысячи членов. В 1923 году Генрих Ларетей был избран депутатом II созыва Рийгикогу как представитель Союза. Организация находилась под контролем Полиции безопасности и была ликвидирована в 1925 году, после возобновления деятельности Союза обороны Эстонии.

## Эстонский Центральный союз участников Освободительной войны

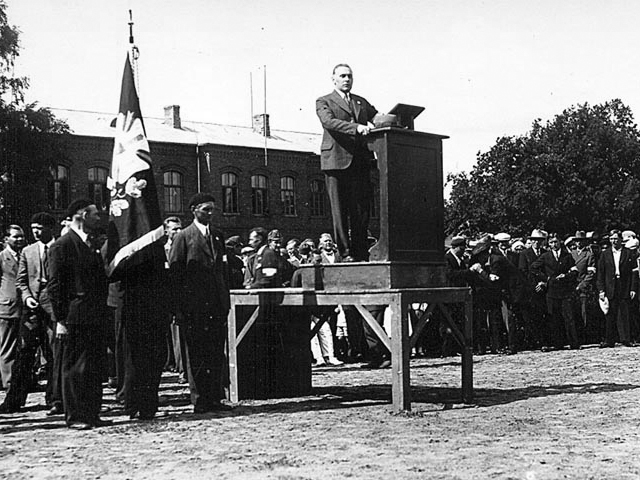
Артур Сирк выступает на митинге вапсов в Пярну, прим. 1932 г.

В мае 1926 года из остатков Союза демобилизованных военнослужащих был основан Таллинский Эстонский союз участников Освободительной войны (эст. Tallinna Eesti Vabadussõjalaste Liit). Затем такие же объединения были созданы в Тапа и Хаапсалу.
23 июля 1929 года из представителей Таллинского, Тапаского и Хаапсалуского объединений был создан Эстонский Центральный союз участников Освободительной войны (эст. Eesti Vabadussõjalaste Keskliit, сокр. EVKL и EVK)  как объединение демобилизованных военных, которые в условиях начавшегося экономического кризиса были недовольны системой управления страной и желали жёсткого порядка и сильного президента. Вначале много сторонников движения было и среди офицеров действительной службы (генералы Эрнст Пыддер и Йоханнес Орасмаа (Роска)), которые по закону должны были покинуть движение, когда в 1932 году оно превратилось в партию, требовавшую радикальных изменений в государственном строе Эстонии.
Параграф первый устава EVK формулировал следующие цели Союза: «Организовать участников Освободительной войны и объединить вокруг себя все организации участников Освободительной войны, которые стоят на основе демократической и независимой государственности, способствовать углублению и обновлению у граждан понятия собственной государственности, чувства долга и национального чувства, поддерживать и распространять среди участников Освободительной войны дух, царивший в дни войны за независимость, побуждать достойно увековечивать память о борьбе эстонского народа за свободу и о павших героях, а также стоять на страже независимости эстонского государства и вносить свой вклад в работу по её обеспечению».

«Organiseerida vabadussõjalasi ja koondada enese ümber kõiki vabadussõjalaste organisatsioone, kes seisavad demokraatlike ja iseseisvuslise riikluse alusel, aidata süvendada ja uuendada kodanikkudes omariikluse mõtet, kohuse- ja rahvustunnet, alal hoida vabadussõjalastes ja levitada seda vaimu, mis valitses vabadussõja päevil, õhutada vääriliselt jäädvustama Eesti rahva vabadusvõitluse ja langenud kangelaste mälestusi ning valvel seista ja kaasa aidata Eesti riigi iseseisvuse kindlustamise töös».
Одной из важных целей организации была защита экономических интересов её членов.
В 1931 году число членов EVKL увеличилось до 3 тысяч человек, в 1932 году — до 15 тысяч.
21 августа 1931 года была основана Нью-Йоркская ассоциация участников Эстонской освободительной войны; её председателем был избран капитан Оскар Энкельберг (Oskar Enkelberg), заместителем председателя — прапорщик Петер Леоке (Peter Leoke). Целью ассоциации было объединение всех живущих в США участников освободительной войны, а также популяризация Эстонии, поощрение и развитие патриотического воспитания.

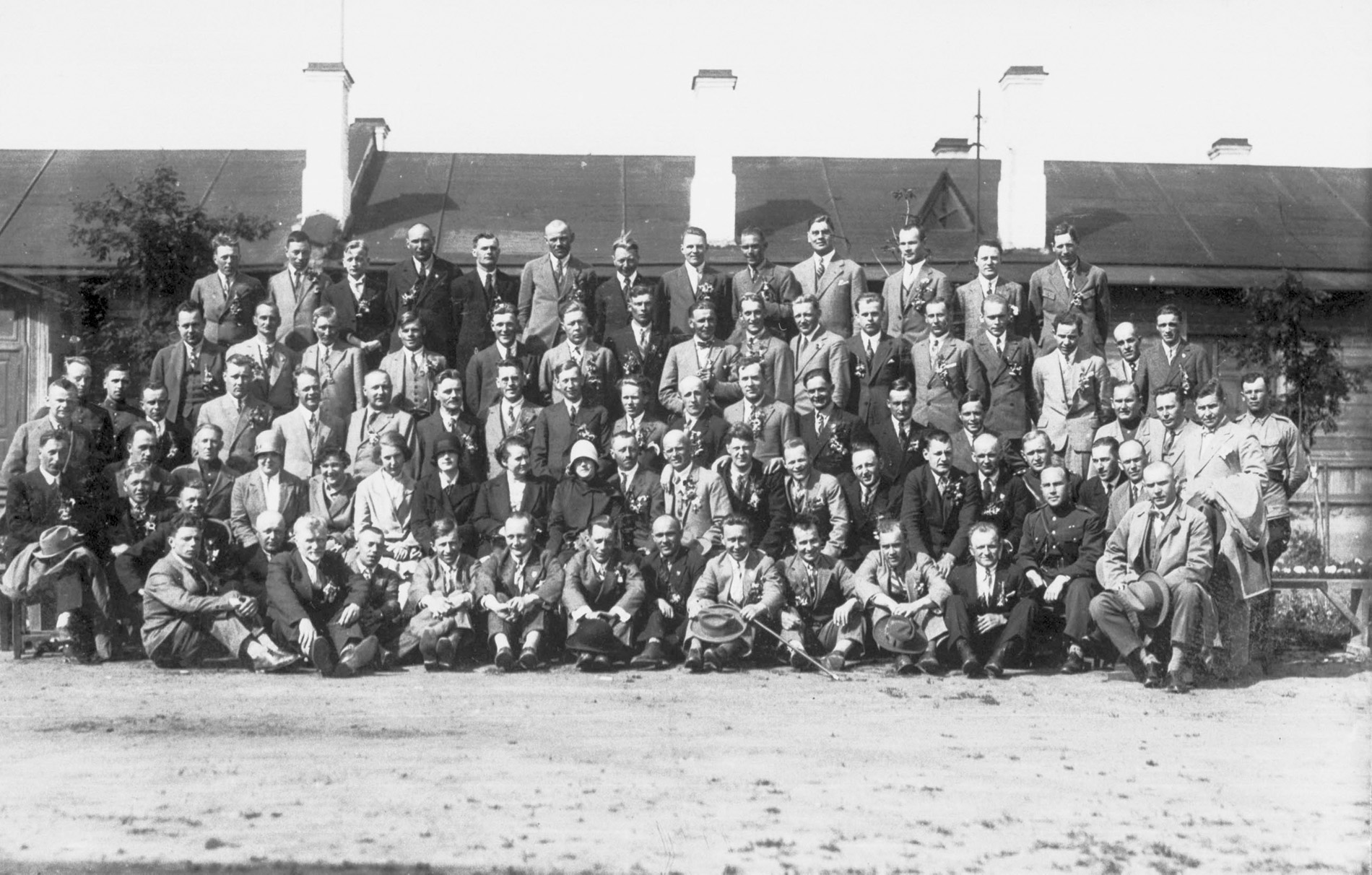
День вапсов в Тарту, 25 мая 1933 года

В 1930—1932 годах прошли четыре съезда вапсов. I съезд прошёл в Таллине 26 января 1930 года, в нём приняли участие 60 делегатов. В правление Союза были избраны Артур Сирк, генерал Андрес Ларка и генерал Эрнст Пыддер. На съезде были впервые озвучены политические позиции движения — в основном, осуждение партийной коррупции и марксизма.
На II съезде 22 марта 1931 года в Таллине 113 делегатов обсуждали необходимость изменения Конституции Эстонской Республики. Основными требованиями были следующие: сокращение состава Рийгикогу, мажоритарные персональные выборы, глава государства с широкими исполнительными полномочиями, народная инициатива о законопроектах.
В III съезде EVKL 20 марта 1932 в Таллине участвовало 219 делегатов; в связи с растущей популярностью Союза было принято решение принимать в него и тех, кто не участвовал в Освободительной войне — т. н. членов поддержки, в том числе женщин и молодёжь.
На IV съезд Союза собралось уже 308 делегатов; был принят новый устав и внутренний регламент.
В Тапа, Валга и Пярну в 1932 году прошли Дни вапсов. В мае и июне 1933 года по инициативе EVKL по всей Эстонии прошла серия Дней вапсов. В шествии и митинге, организованном в Таллине 7 мая, приняли участие 2000 членов Союза и тысячи зрителей. В 1933 году Дни вапсов прошли в Тарту и других населённых пунктах.
В обращении, опубликованном по случаю Дня вапсов Северной Эстонии, организованного 17 июля 1932 года в Тапа, говорилось: «Эстонский народ ещё не свободен — но он должен стать свободным!».

## Эстонский союз участников Освободительной войны

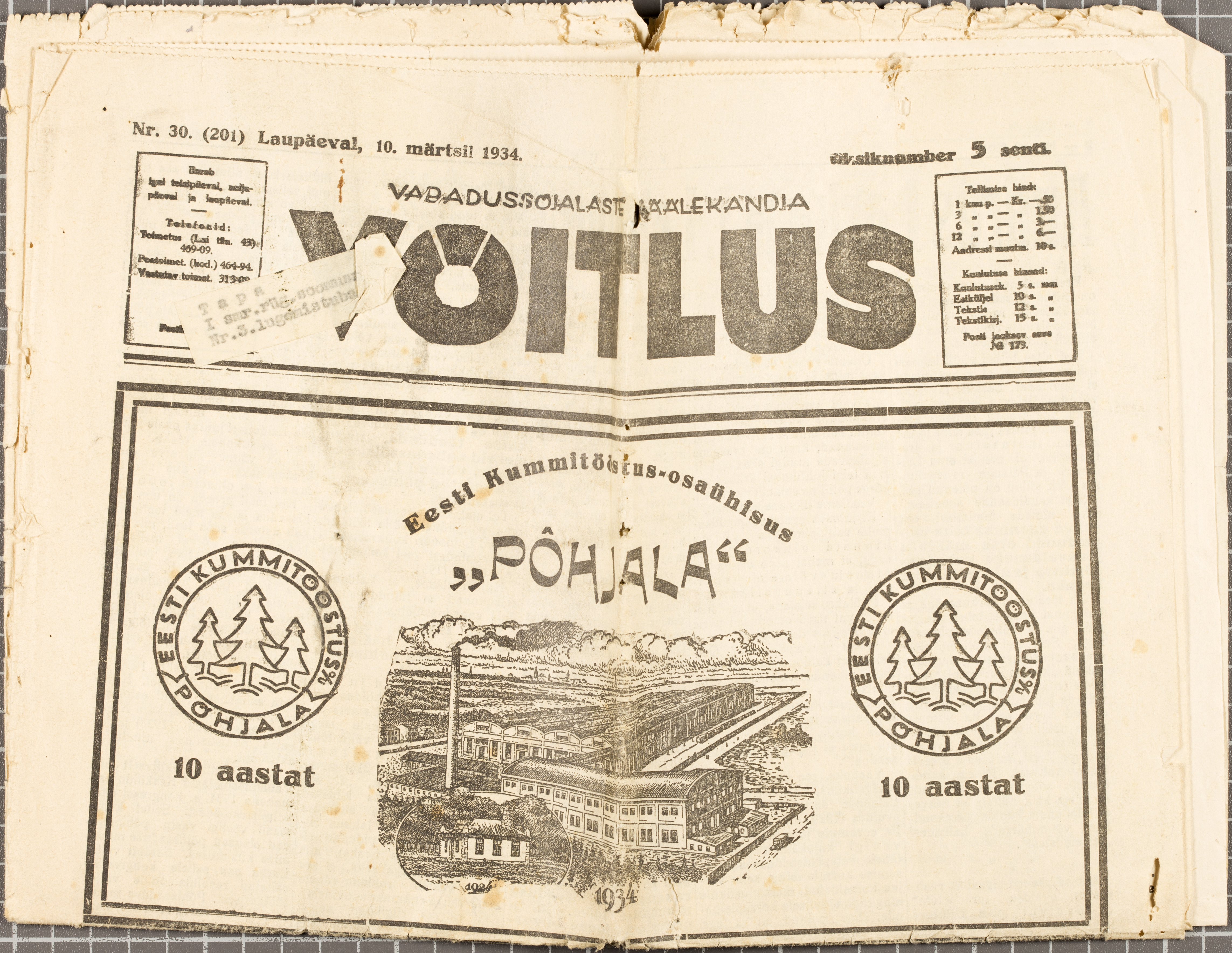
Газета «Võitlus» от 10.03.1934

28 октября 1933 года Министерством юстиции и внутренних дел Эстонии был зарегистрирован Эстонский союз участников Освободительной войны (эст. Eesti Vabadussõjalaste Liit, сокр. EVL). Эта организация стала преемницей EVKL и одним из крупнейших общественных объединений предвоенной Эстонии. Число её членов оценивалось в 10 000—60 000; самой правдоподобной можно считать цифру, приведённую канадским историком и политологом эстонского происхождения Андресом Касекампом — 25 000.
При вступлении в Союз участие в Освободительной войне не было обязательным условием, но требовалась рекомендация. Адмирал Йохан Питка в октябре 1933 года так охарактеризовал Союз: «Теперь туда принято столько не-участников Освободительной войны, что сами участники войны уже далеко не самые весомые там. Это очень разношёрстная группа, обладающая только общим протестом против действующего порядка».

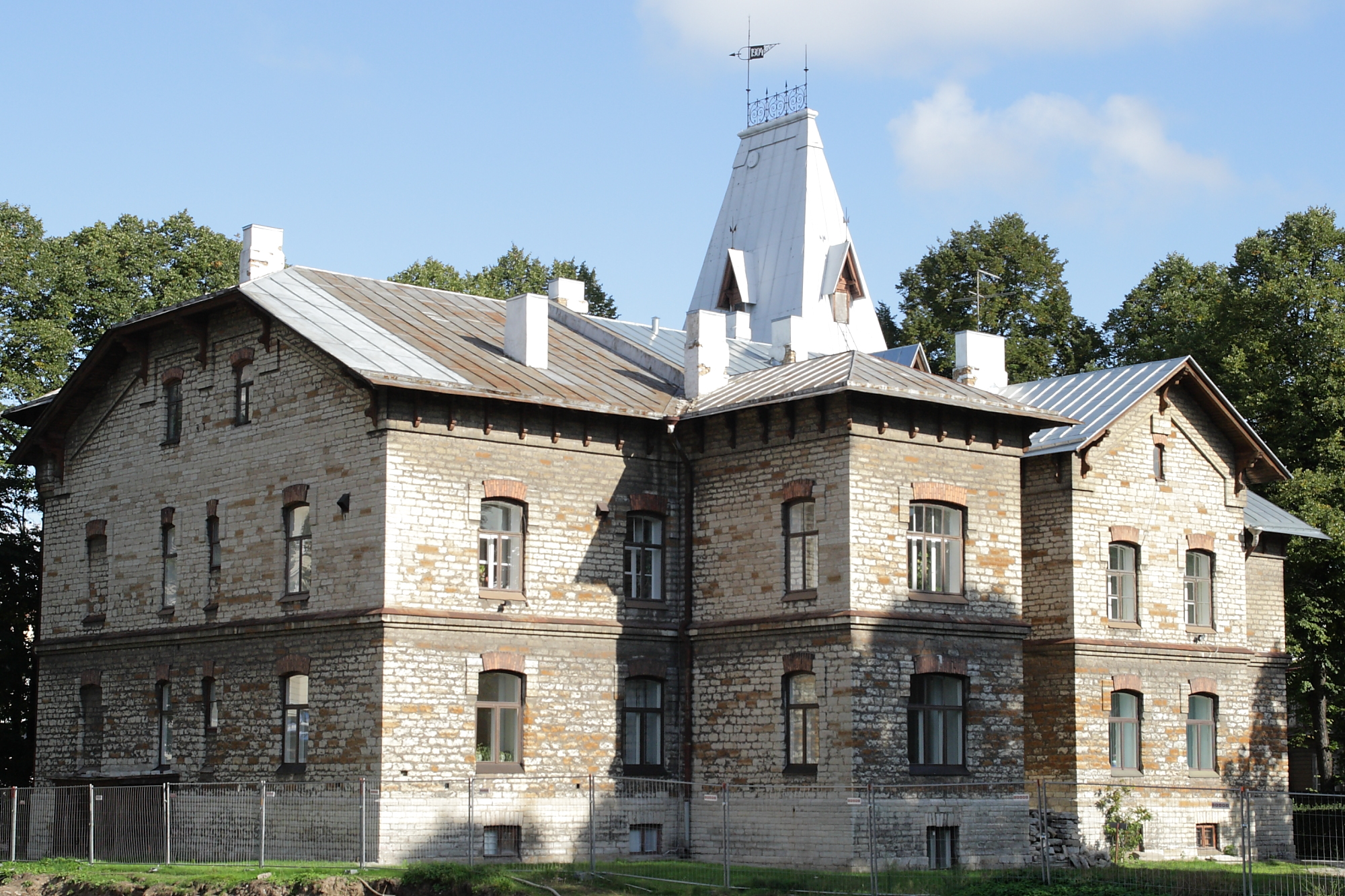
Штаб-квартира вапсов.
Нарвское шоссе 28, Таллин

Численность организации в 1933 году составляла 40 тысяч человек. В декабре стал выходить ежемесячник Союза — «Vabadussõjalaste Koduleht». Штаб-квартира EVL размещалась по адресу Нарвское шоссе, дом 28, Таллин (в настоящее время — здание Таллинской музыкальной школы).
7 декабря 1933 года вапсы внесли в Рийгикогу проект закона о борьбе с марксизмом, который предусматривал запрещение социалистической партии. Рийгикогу законопроект не принял.
17 декабря в Таллине, в театре «Эстония», состоялся VI съезд EVL, на котором был избран совет и центральное правление (председателем обоих стал генерал Ларка).
В принятой съездом резолюции в числе прочего было закреплено отношение к церкви: «Поскольку христианская церковь углубляет и развивает в гражданах страны религиозные чувства и переживания, создавая тем самым основу для нравственного роста и честных поступков граждан государства, государство признает церковь важным фактором государственной и национальной жизни и гарантирует ей достойную возможность действовать».

«Kuna kristlik kirik süvendab ja arendab riigi kodanikes usutundeid ja elamusi, seega luues aluse riigikodanike kõlblisele kasvamisele ja ausale tegutsemisele, siis tunnistab riik kirikut kui tähtsat tegurit riiklikus ja rahvuslikus elus ja tagab temale väärilise tegutsemisvõimaluse».
К весне 1934 года действовало 500 отделений Эстонского союза участников Освободительной войны.
В условиях экономического и обостряющегося внутриполитического кризисов движение вапсов выросло, усилилось и смогло повлиять на народные массы так, что дважды (в августе 1932 и в июне 1933) народом на референдумах был отклонён проект новой конституции, предлагавшийся потерявшим свой авторитет Государственным собранием. Вместо этих умеренных проектов вапсы выдвинули свой радикальный и авторитарный проект, который в октябре 1933 года был принят подавляющим большинством участвовавших в референдуме. Победив на нём, Движение рассчитывало далее получить пост главы государства и большинство в парламенте, установив таким образом свою диктатуру. Кандидатами на намеченные весной 1934 года выборы были выдвинуты от вапсов генерал Ларка, от партий центра — генерал Йохан Лайдонер, от аграриев — Константин Пятс и от социалистов — Аугуст Рей. Опасаясь возможной гражданской войны и умело использовав свои новые полномочия, Пятс договорился с Лайдонером (который снова возглавил эстонскую армию), ввёл 12 марта 1934 года в стране военное положение, совершил государственный переворот. В условиях объявленного военного положения EVL был распущен, и начались аресты его членов. Активные деятели Движения участников Освободительной войны были арестованы. Были также запрещены все другие организации с военизированным уклоном.
Андрес Ларка не был арестован, но в мае 1935 года по решению Военно-окружного суда был приговорён к одному году тюремного заключения условно.

## Движение участников Освободительной войны
Вскоре после роспуска EVL была сформирована его организация-преемник — Движение участников Освободительной войны (эст. Vabadussõjalaste Rahvaliikumine). Однако, в 1935 году раскрытием политического заговора, так называемого «заговора Кадака теэ» (по названию улицы в Таллине) Движению вапсов был нанесён окончательный удар; возможно, что при этом дело не обошлось без провокации со стороны администрации Пятса. После этого все руководители вапсов были арестованы.
6 мая 1936 года 150 членов Движения вапсов предстали перед судом; 143 из них были осуждены и приговорены к длительным срокам принудительных работ (от 4 до 20 лет). Андрес Ларка был арестован и в мае 1936 года приговорен к 15 годам принудительных работ; освобождён по амнистии в декабре 1937 года, в июне 1939 года ему было восстановлено право ношения Креста Свободы.
Сирк, бежавший в ноябре 1934 года из Таллинской тюрьмы за границу, погиб при загадочных обстоятельствах в Эхтернахе в 1937 году.
Движение вапсов было осуждено Военным судом, и это решение было подтверждено Государственным судом в июне 1936 года.
Осуждённые вапсы были освобождены по амнистии в мае 1938 года, когда их движение потеряло бо́льшую часть поддержки населения.

## Униформа и приветствие

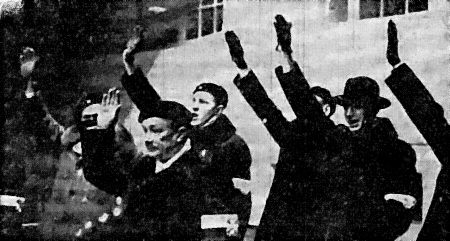
Члены EVSL на митинге на заводе «Ноблесснер»

Первым элементом униформы вапсов стала бело-чёрная повязка на левой руке; в её центре располагалось изображение значка организации. С этой лентой вапсы в июне 1932 года присутствовали на похоронах генерала Эрнста Пыддера. 14 августа на собрании в Пярну у вапсов появился чёрный берет, в центре которого спереди располагался круглый знак с изображением руки с мечом. Повязка и берет оставались единственными элементами формы основного состава Союза. На митинге в Таллине 25 мая 1933 года публика впервые увидела полную униформу вапсов, в которую были одеты отряды дежурных и знаменосцы: рубашка защитного цвета, галифе, гетры, чёрный берет и нарукавная повязка. Поясной ремень был светло-коричневого цвета. В качестве символа приветствия было принято поднятие правой руки в стиле итальянских фашистов (которые, в свою очередь, переняли его из Древнего Рима). С 1934 года в жесте приветствия вместо полностью распрямлённой ладони использовались только три пальца, большой палец и мизинец были согнуты.

## Обвинения в фашизме
Некоторые историки называют организацию вапсов фашистской или профашистской, так как отдельные пункты их программы имели определённые совпадения с националистической и проавторитарной идеологией тех лет (лозунг «Хозяина — в дом» (эст. peremees majja), фраза в газетной статье: «Необходимо выжечь дух еврейской марксистской власти и интернациональной коммуны» (эст. Juudi marksistlikule ja kommuuna internatsionalistlikule vaimule tuleb olukord kuumaks kütta)). Об итальянских фашистах вапсы отзывались в целом положительно. Фашистской также называли организацию вапсов советские историки. Андрес Касекамп однако считает, что такая точка зрения неверна, так как в программе вапсов отсутствовали некоторые важные компоненты фашизма, в частности, не было призыва к созданию нового человека, отсутствовало стремление расширить территорию государства за счёт других стран, отсутствовала мания расовой чистоты и внутригосударственная агрессивность.
Фашизм провозглашал верховенство государства над личностью, а вапсы — главенство нации над государством. Вапсы декларировали: «...понятие нации выше понятия государства. Государство является только формой самоутверждения нации. Но даже в качестве такой высшей формы оно должно в полной мере подчиняться национальному понятию и быть на службе ему».

«...rahvuse mõiste on kõrgem kui riigi mõiste. Riik on ainult rahvuse üks eneseteostamise vorm. Aga ka sellise kõrgema vormina peab ta rahvusmõistele täiel määral alluma ja tema teenistuses olema». (Päevaleht, 15.01.1932)
Вапсы открыто противопоставляли себя эстонским политическим партиям, сравнивая их с вшами и бактериями («...поскольку политиканство есть тунеядство, его «развитие» так же хорошо, как откармливание вшей и холерных бактерий с целью превратить их в мясных животных и тем самым решить продовольственный кризис», эст. «...kuna erakondlus on parasitism, siis selle "väljaarendamine" on niisama hea, kui hakata täisid ja koolerabaktereid nuumama, et neist lihaloomi saada, ja sellega toitluskriisi lahendada»). Самыми ярыми противниками вапсов были социал-демократы.

## Галерея

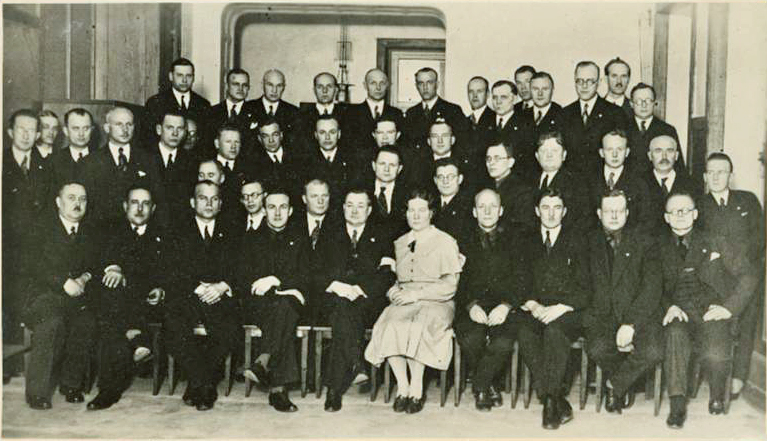
Деятели Эстонского Центрального союза участников Освободительной войны, 1931 год
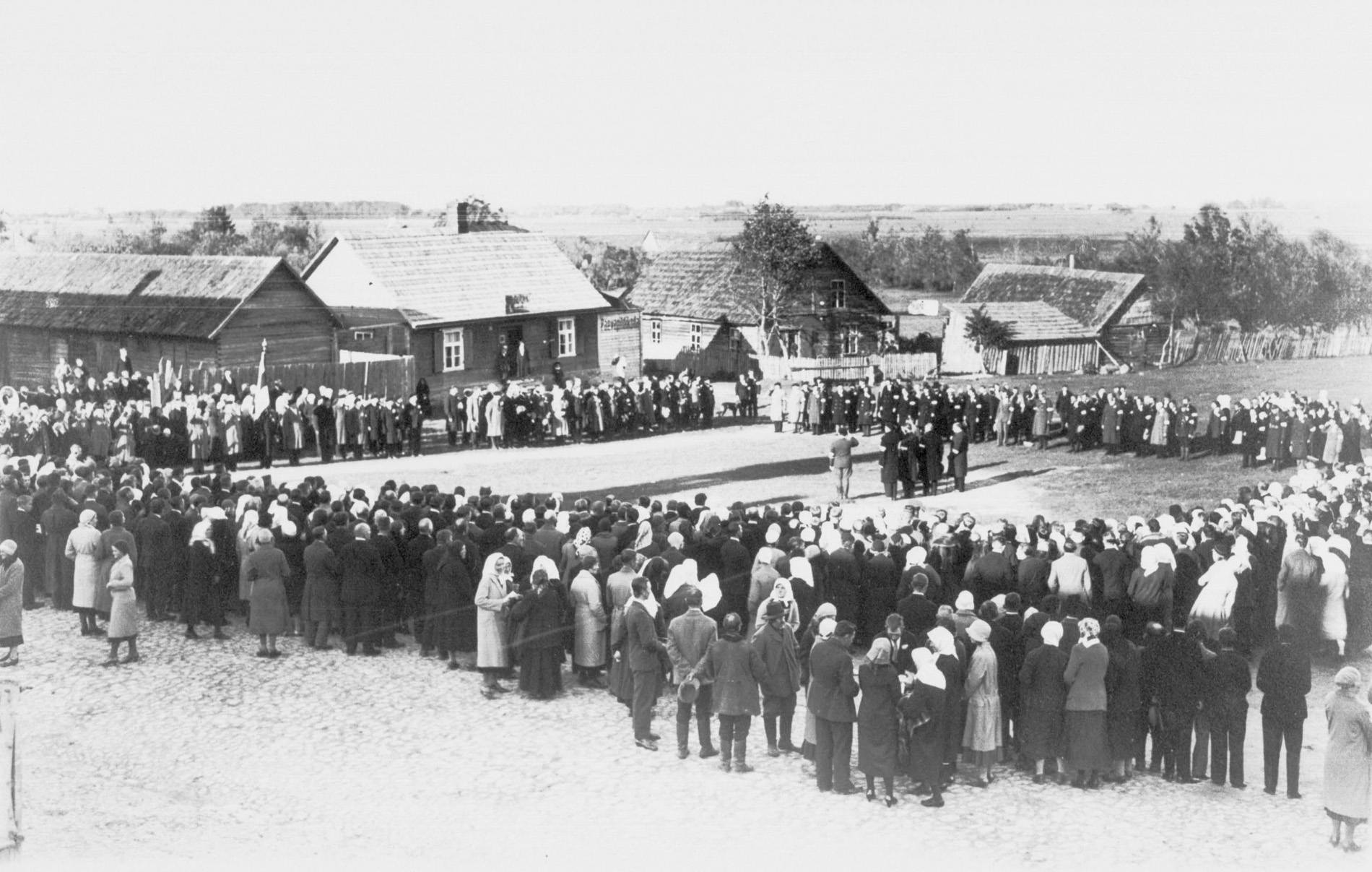
День вапсов в посёлке Мустла, 25 сентября 1932 г.
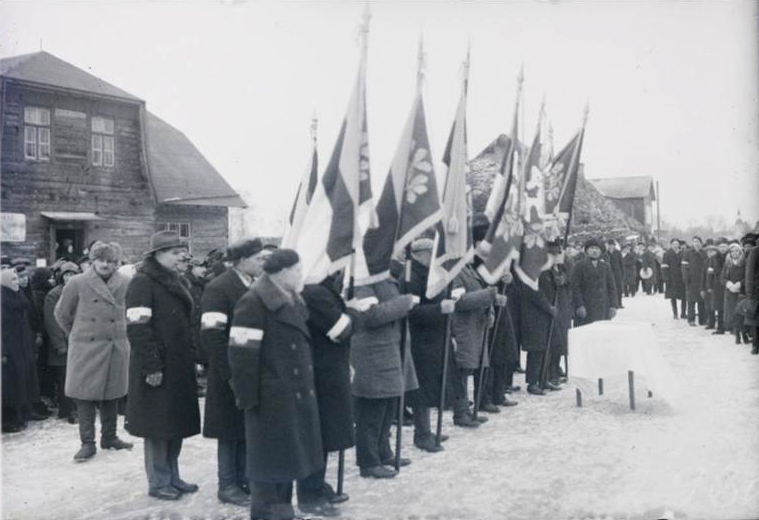
Ветераны Эстонской освободительной войны на освящении флага, 1931-1934 гг.
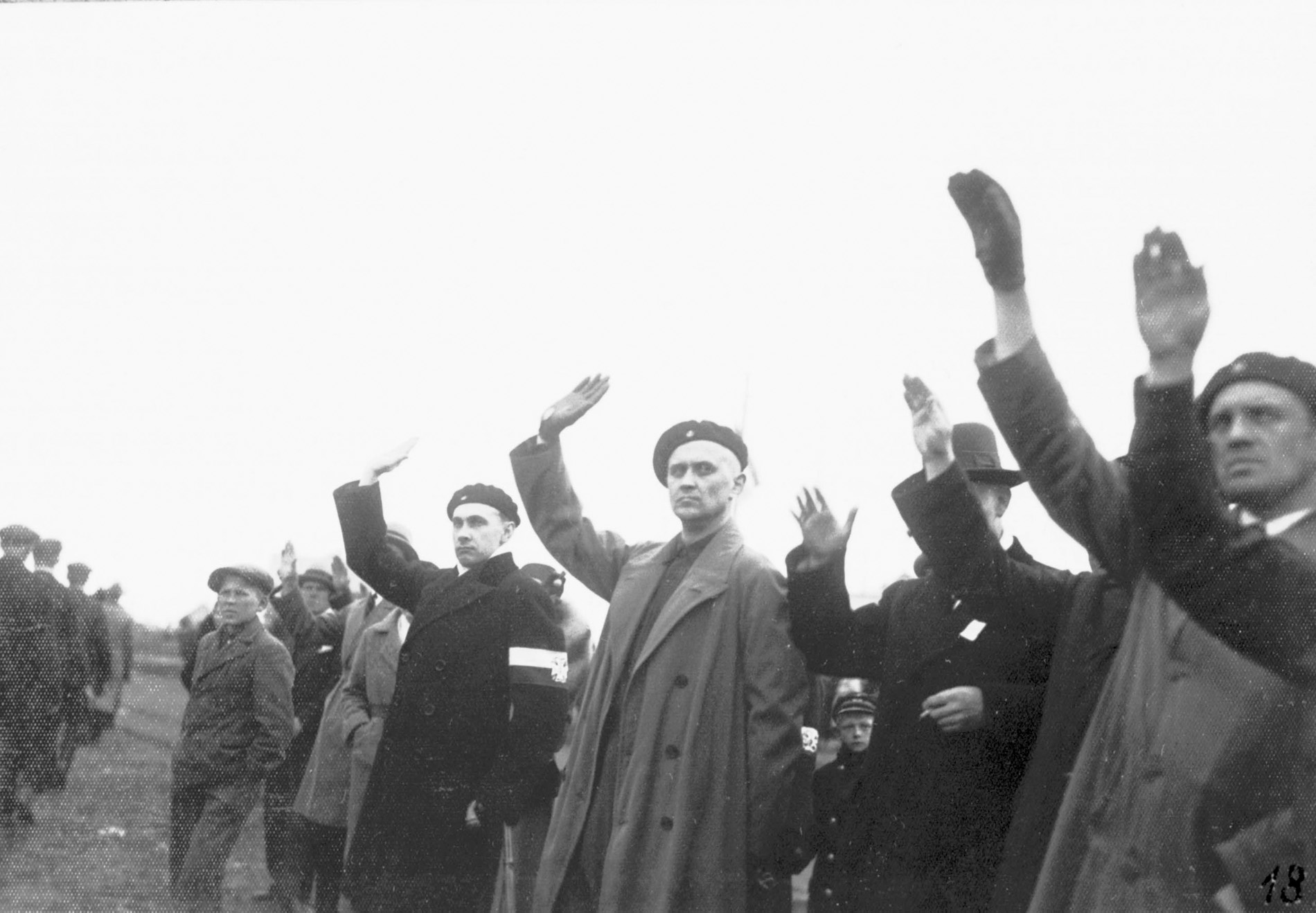
Артур Сирк и руководство вапсов на мероприятии вапсов в Тарту, прим. 1933 г.
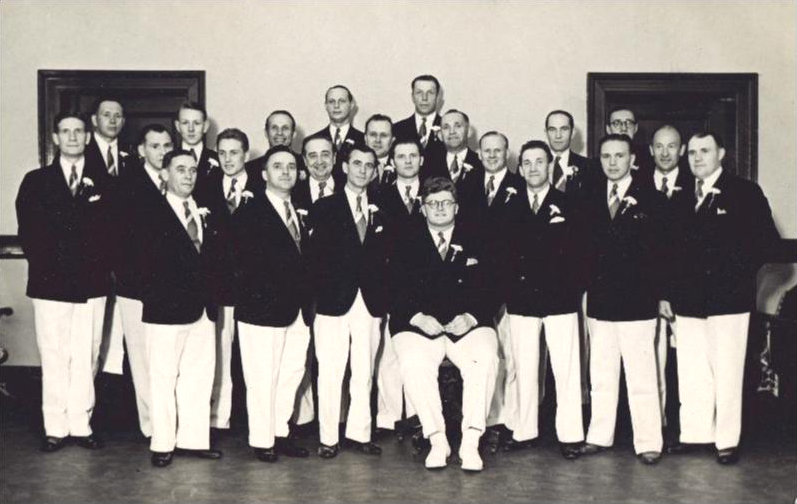
Хор Нью-Йоркской ассоциации участников Эстонской освободительной войны, 1938 год
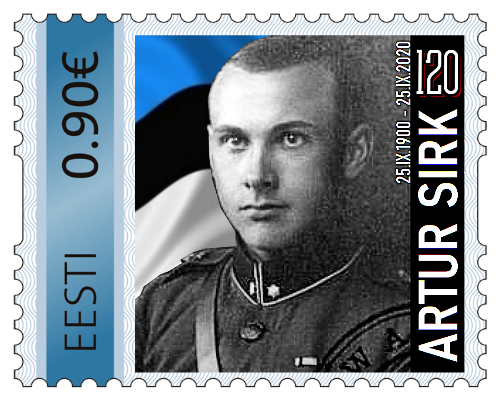
Почтовая марка Эстонии, выпущенная в 2020 году к 120-летию со дня рождения Артура Сирка